# Tlogorejo (Winong)
Tlogorejo is een bestuurslaag in het regentschap Pati van de provincie Midden-Java, Indonesië. Tlogorejo telt 1286 inwoners (volkstelling 2010).